# Gabriel Van Dievoet
Gabriel van Dievoet (Bruxelles, 12 aprile 1875 – Saint-Gilles, 17 novembre 1934) è stato un pittore e decoratore belga di stile liberty che ha molto sviluppato la tecnica dello sgraffito nell'Art Nouveau di Bruxelles.
Era fratello dell'architetto Henri van Dievoet.

## Lista degli sgraffiti

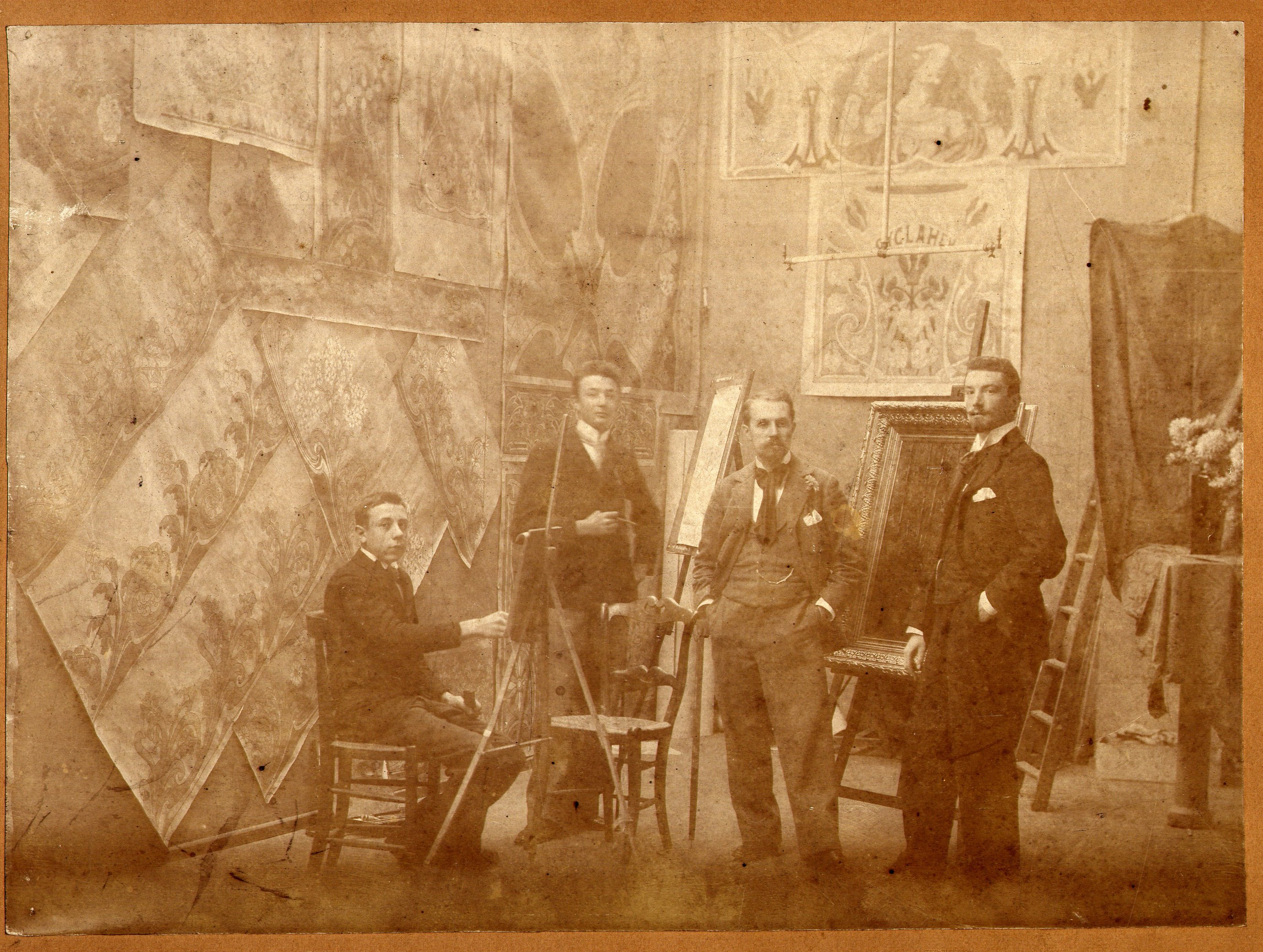
Gabriele van Dievoet (1875-1934), nel suo atelier (a destra).

### 1897
- 1) 1897, ornement: marronniers; lieu: avenue Louise, architecte: Henri Van Dievoet; propriétaire: De Leeuw.
- 2) 1897, ornement: lys; lieu: rue de Comines; architecte: Florent Van Roelen; Brassinne.

### 1898
- 3) 1898, ornement: iris; lieu: rue de l'Homme-Chrétien; architecte: Édouard Pelseneer; propriétaire: Jonniaux; ent. : Brassinne.
- 4) 1898, ornement: Saint-Pierre; lieu: église d'Erps-Kwerps (agrandie par l'architecte Florent Van Roelen; ent. : Brassinne.
- 5) 1898, ornement: Renaissance italienne; lieu: rue d'Allemagne; architecte: Jacques Van Mansfeld; propriétaire: Peeters.
- 6) 1898, ornement: Renaissance flamande; lieu: rue de l'Instruction; architecte: Jacques Van Mansfeld; propriétaire: Peeters.
- 7) 1898, ornement: style grec; lieu: rue de Commines; architecte: Jacques Van Mansfeld; propriétaire: Peeters.
- 8) 1898, ornement: narcisses; lieu: rue Montagne aux Herbes Potagères; architecte: Florent Van Roelen; propriétaire: Day; ent. : Brassinne.

### 1899
- 9) 1899, ornement: vigne, houblon; lieu: rue Stéphanie; architecte: Albert Jeannin; propriétaire: Küper.
- 10) 1899, ornement: pissenlits; lieu: square Ambiorix; architecte: François Kips; propriétaire: Hoed de Vries.
- 11) 1899, ornement: trèfles, sainfoin; lieu: rue Faider, 69; architecte: Édouard Elle; propriétaire: Joseph Van Cutsem.
- 12) 1899, ornement: soleil, glycine; lieu: rue Faider, 71; architecte: Édouard Elle[1]; propriétaire: Joseph Van Cutsem.
- 13) 1899, ornement: soleil; lieu: rue Faider, 73; architecte: Édouard Elle; propriétaire: Joseph Van Cutsem.
- 14) 1899, ornement: vigne; lieu: rue Faider, 75; architecte: Édouard Elle; propriétaire: Joseph Van Cutsem.
- 15) 1899, ornement: anémones; lieu: avenue Ducpétiaux, 20; architecte: Armand Van Waesberghe; propriétaire: Versé.
- 16) 1899, ornement: pissenlits; lieu: avenue Ducpétiaux, 22; architecte: Armand Van Waesberghe; propriétaire: Versé.
- 17) 1899, ornement: Amours; lieu: véranda de la villa Doris à Middelkerke (Zeedijk, 177) ; architecte: Albert Dumont; propriétaire: Leclercq.
- 18) 1899, ornement: marguerites; lieu: rue Washington (actuels 62-64), maison et atelier de ferronnerie de style éclectique; architecte: Louis Douret; propriétaire: A. Boulanger, ferronnier d'art et de construction.
- 19) 1899, ornement: iris; lieu: avenue de l'Hippodrome; architecte: Jean Segers; propriétaire: Lefranc.

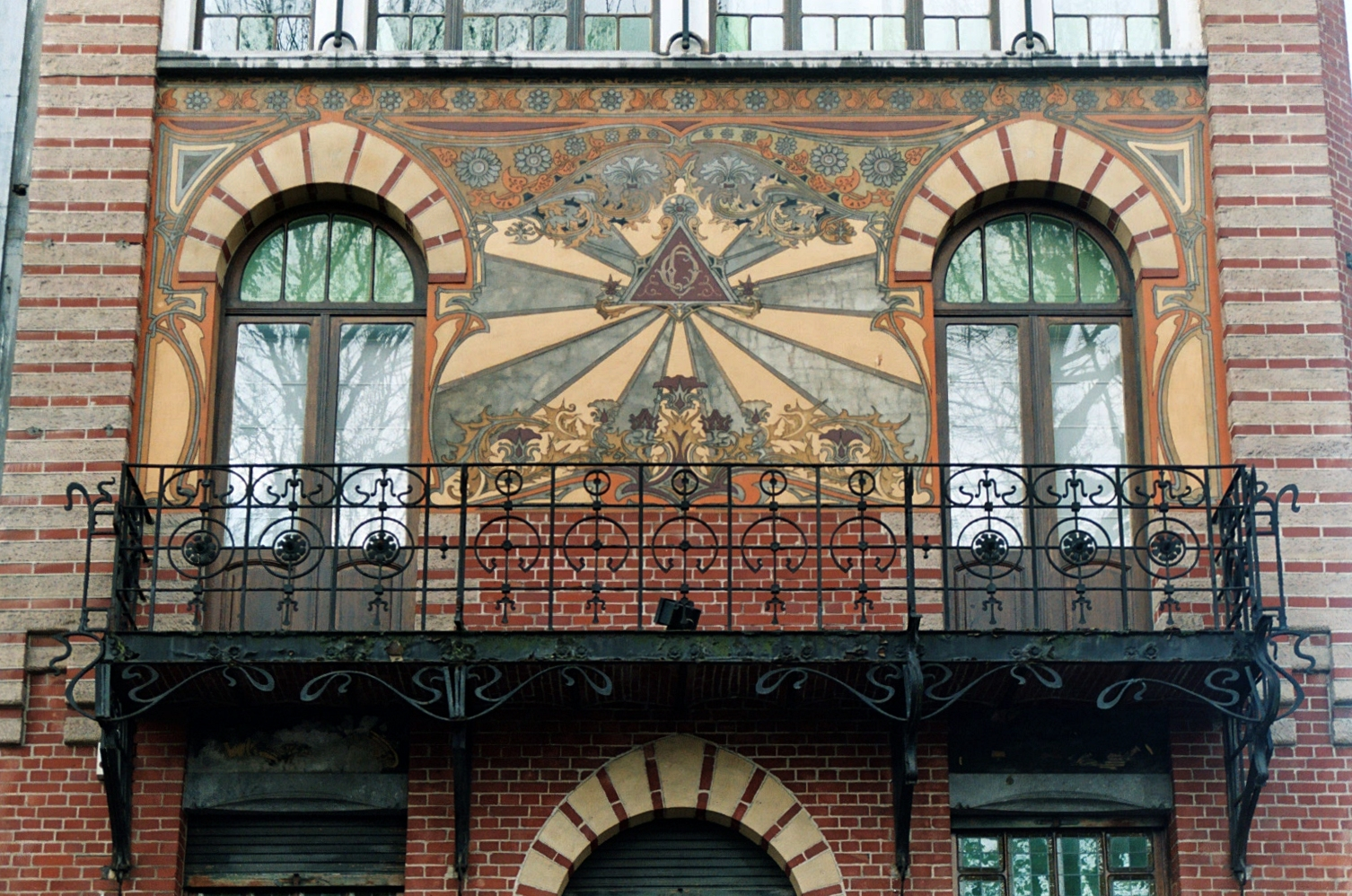
Maison dorée de Charleroi : sgraffites de Gabriel Van Dievoet (1899).

- 20) 1899, ornement: chardons, soleil[2]; boulevard Defontaine (Charleroi) (Maison dorée) ; architecte: Alfred Frère; propriétaire: Alfred Frère.
- 21) 1899, ornement: cyclamens; lieu: rue d'Irlande, 124; architecte: Armand Van Waesberghe; propriétaire: Armand Van Waesberghe.
- 22) 1899, ornement: marguerite; lieu: rue Joseph-II, 172; architecte: Édouard Elle.
- 23) 1899, ornement: chardons; lieu: rue Joseph-II, 174; architecte: Édouard Elle.
- 24) 1899, ornement: géranium; lieu: rue Joseph-II, 176; architecte: Édouard Elle.
- 25) 1899, ornement: marguerite; lieu: boulevard Charlemagne, 26; architecte: Édouard Elle.
- 26) 1899, ornement: marguerite; lieu: boulevard Léopold-II; architecte: Charles Harveng; propriétaire: Orlent.

### 1900
- 27) 1900, ornement: chardon; lieu: rue de Livourne, 88; architecte: Édouard Elle; propriétaire: De la Hoese.
- 28) 1900, ornement: marguerite; lieu: rue de Turquie; architecte: Georges Delcoigne.
- 29) 1900, ornement: Renaissance italienne; lieu: avenue de Tervueren; architecte: Albert Dumont; propriétaire: Beckers.
- 30) 1900, ornement: inscription; lieu: collège Saint-Alexis à Geel.
- 31) 1900, ornement: marguerite; lieu: rue de Linthout; propriétaire: Adriansens.
- 32) 1900, ornement: verveine; lieu: rue du Lac, 66; architecte: Hubert Marcq.
- 33) 1900, ornement: retouches à un travail d'Adolphe Crespin; Schipplaeken; propriétaire: Terlinden.
- 34) 1900, ornement: église des Carmes; lieu: Soignies.
- 35) 1900, ornement: marguerites; lieu: Tournai; architecte: Constant Sonneville; propriétaire: Dunderlingen.
- 36) 1900, ornement: marguerites; lieu: rue Saint-Bernard; propriétaire: Flamand.
- 37) 1900, Institut Dupuich; architecte: De Rycke; propriétaire: Raemackers.
- 38) 1900, ornement: marguerite; lieu: boulevard de Waterloo à Charleroi; architecte: Constant Dujardin; propriétaire: Constant Dujardin.
- 39) 1900, ornement: Henri II; lieu: rue Defacqz, 142; architecte: De Koek; propriétaire: Mercier.
- 40) 1900, ornement: marguerite; lieu: rue du Monastère; architecte: Ernest Van Humbeeck; propriétaire: Heimann.
- 41) 1900, ornement: verveine; lieu: rue Dautzenberg; architecte: Édouard Pelseneer; propriétaire: Gonthier.
- 42) 1900, ornement: marguerites, narcisse; lieu: avenue de la Brabançonne, 99; propriétaire: Maeck.
- 43) 1900, avenue de la Brabançonne, 101; propriétaire: Maeck.
- 44) 1900, ornement: blés, nielles; lieu: place communale, 44, à Uccle; architecte: Albert Jeannin; propriétaire: Forir.
- 45) 1900, ornement: marguerite; lieu: place communale, 45, à Uccle; architecte: Albert Jeannin; propriétaire: Forir.
- 46) 1900, ornement: pavot; lieu: place communale, 46, à Uccle; architecte: Albert Jeannin; propriétaire: Forir.

### 1901

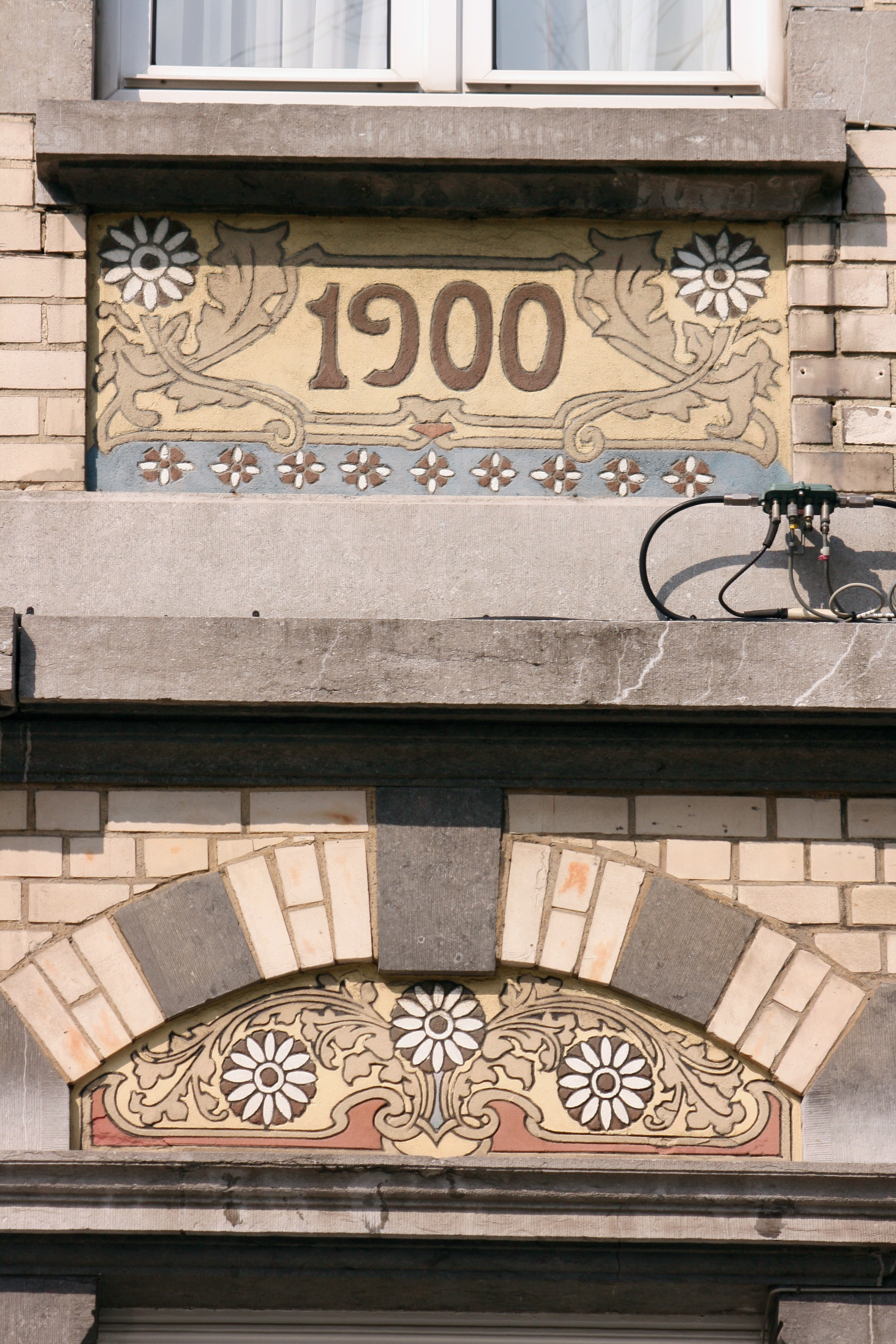
Place Morichar, 11, sgraffites par Gabriel Van Dievoet.

- 47) 1901, ornement: chardon; lieu: rue d'Irlande, 63; propriétaire: Vuy.
- 48) 1901, ornement: marguerite; lieu: rue d'Irlande, 65; propriétaire: Vuy.
- 49) 1901, ornement: anémone; lieu: place de Parme (actuellement: place Morichar), 48; propriétaire: Gilion Wittebort[3].
- 50) 1901, ornement: chardon; lieu: place de Parme (actuellement: place Morichar) ; propriétaire: Gilion Wittebort.
- 51) 1901, ornement: marguerite; lieu: place de Parme (actuellement: place Morichar) ; propriétaire: Gilion Wittebort.
- 52) 1901, ornement: lys; lieu: place de Parme (actuellement: place Morichar) ; propriétaire: Gilion Wittebort.
- 53) 1901, ornement: pavot; lieu: place de Parme (actuellement: place Morichar) ; propriétaire: Gilion Wittebort.
- 54) 1901, ornement: marguerite; lieu: boulevard d'Omalius à Namur; architecte: Jules Lalière; propriétaire: Dautremont.
- 55) 1901, ornement: marguerite; lieu: avenue Broustin; architecte: L'Anere; propriétaire: L'Anere.
- 56) 1901, ornement: pavot; lieu: avenue de Jette; architecte: L'Anere.
- 57) 1901, lieu: rue Van Campenhout; architecte: Guillaume Low; propriétaire: Guillaume Low.
- 58) 1901, ornement: marguerite; lieu: avenue de la Brabançonne, 103; propriétaire: Maeck.
- 59) 1901, ornement: bluets; lieu: avenue de la Brabançonne, 105; propriétaire: Maeck.
- 60) 1901, ornement: marguerite; lieu: rue de Parme, 76; propriétaire: Schevernels.
- 61) 1901, ornement: soleil; lieu: rue Jourdan; architecte: Duvivier.
- 62) 1901, lieu: rue Athénée, Tournai; architecte: Constant Sonneville; propriétaire: Constant Sonneville.
- 63) 1901, ornement: flots; lieu: rue Courbe, Saint-Gilles; architecte: Vincentuis; propriétaire: Watelet.

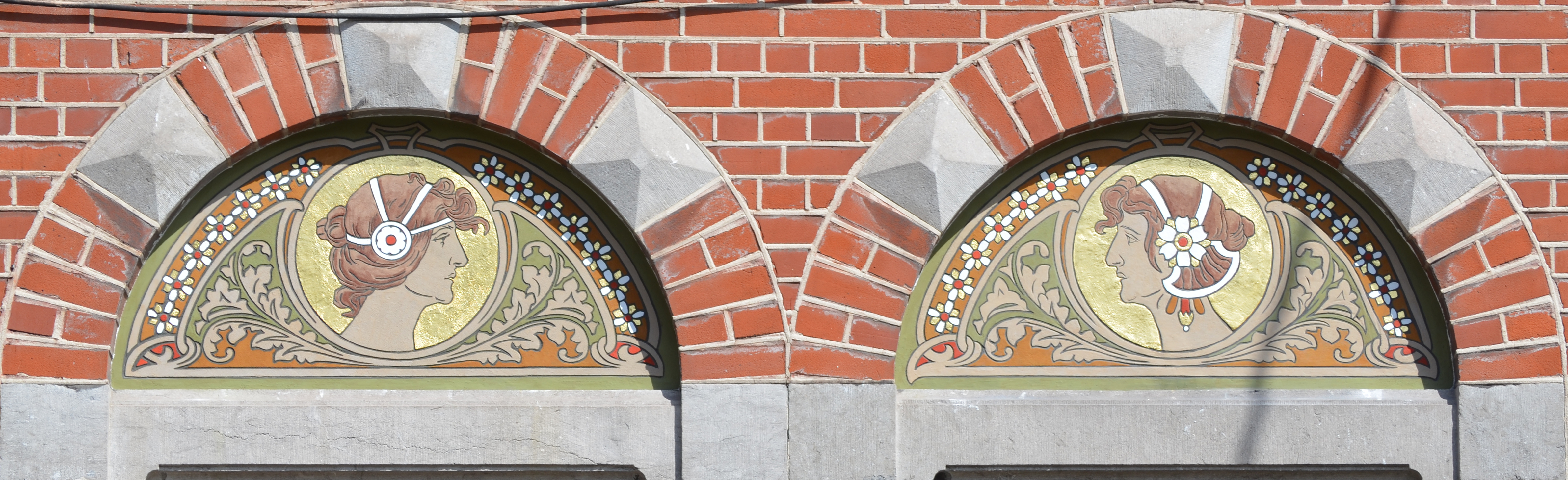
Sgraffites à Marcinelle, réalisés en 1901 (nº 65) par Gabriel Van Dievoet, rue du Basson, 26, après la restauration en mai-juin 2018.

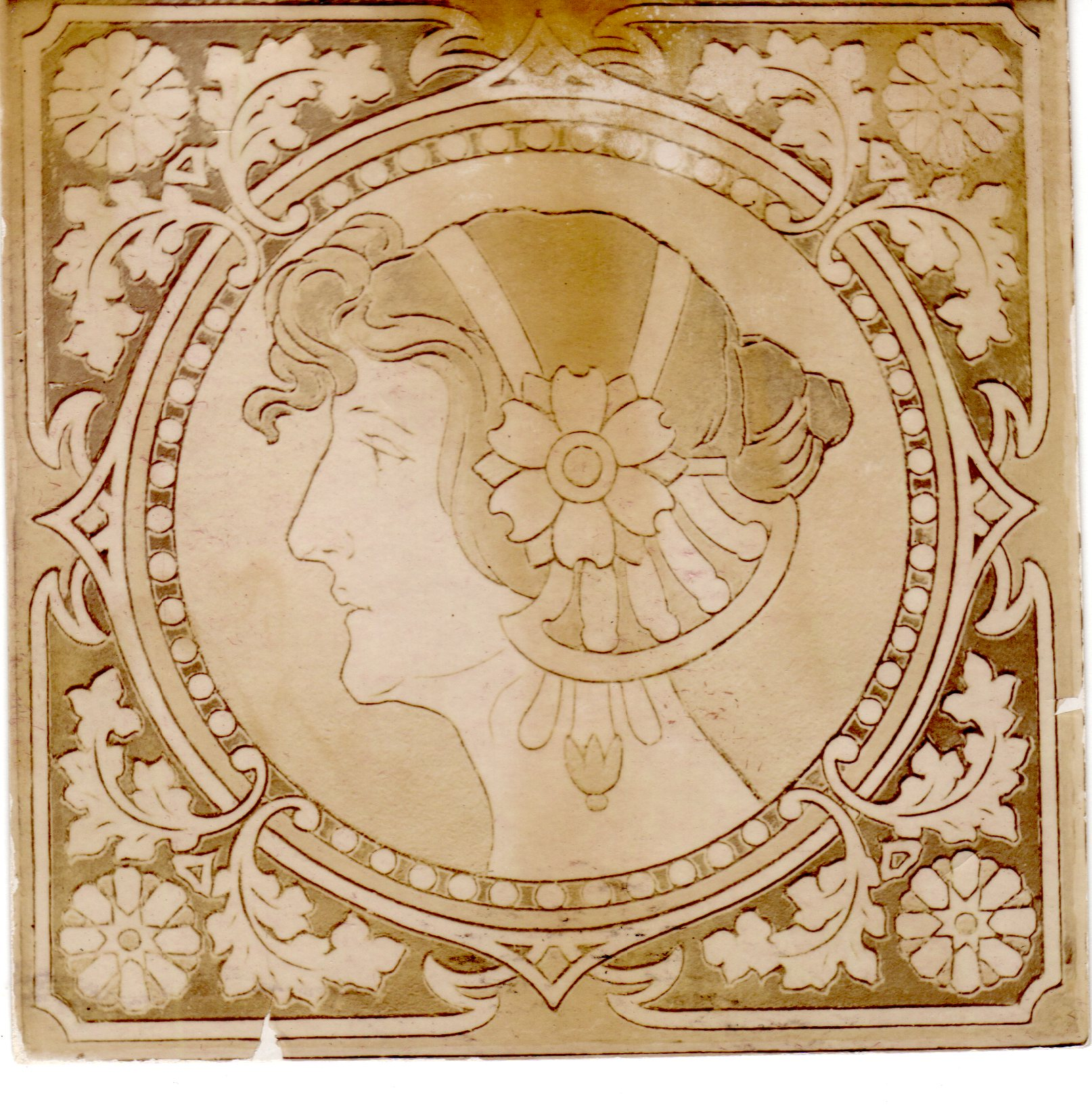
Photographie par Gabriel Van Dievoet d'un sgraffito, avec tête de femme et marguerites, semblable à ceux qu'il a réalisés à Marcinelle rue du Basson 26.

- 64) 1901, ornement: marguerite; lieu: rue de la Montagne à Châtelet; propriétaire: Claesens.
- 65) 1901, ornement: marguerite; lieu: rue du Basson à Marcinelle (Charleroi) ; propriétaire: Eugène.
- 66) 1901, ornement: dessins de l'architecte; lieu: rue de Tenbosch[4]; architecte: Albert Jeannin; propriétaire: Albert Jeannin[1].
- 67) 1901, ornement: soleil; lieu: rue d'Espagne, 67; architecte: Ernest Blerot; propriétaire: Van Bellingem.
- 68) 1901, ornement: chardons; lieu: rue d'Espagne, 65; architecte: probablement (Ernest Blerot ?), propriétaire: Van Bellingem.
- 69) 1901, ornement: marguerite; lieu: place de Parme (actuellement: place Morichar) ; architecte: Masure.
- 69 A) 1901, ornement: tête, marguerite; plaque en sgraffito (échantillon).
- 69 B) 1901, ornement: marguerite; plaque en sgraffito (échantillon).

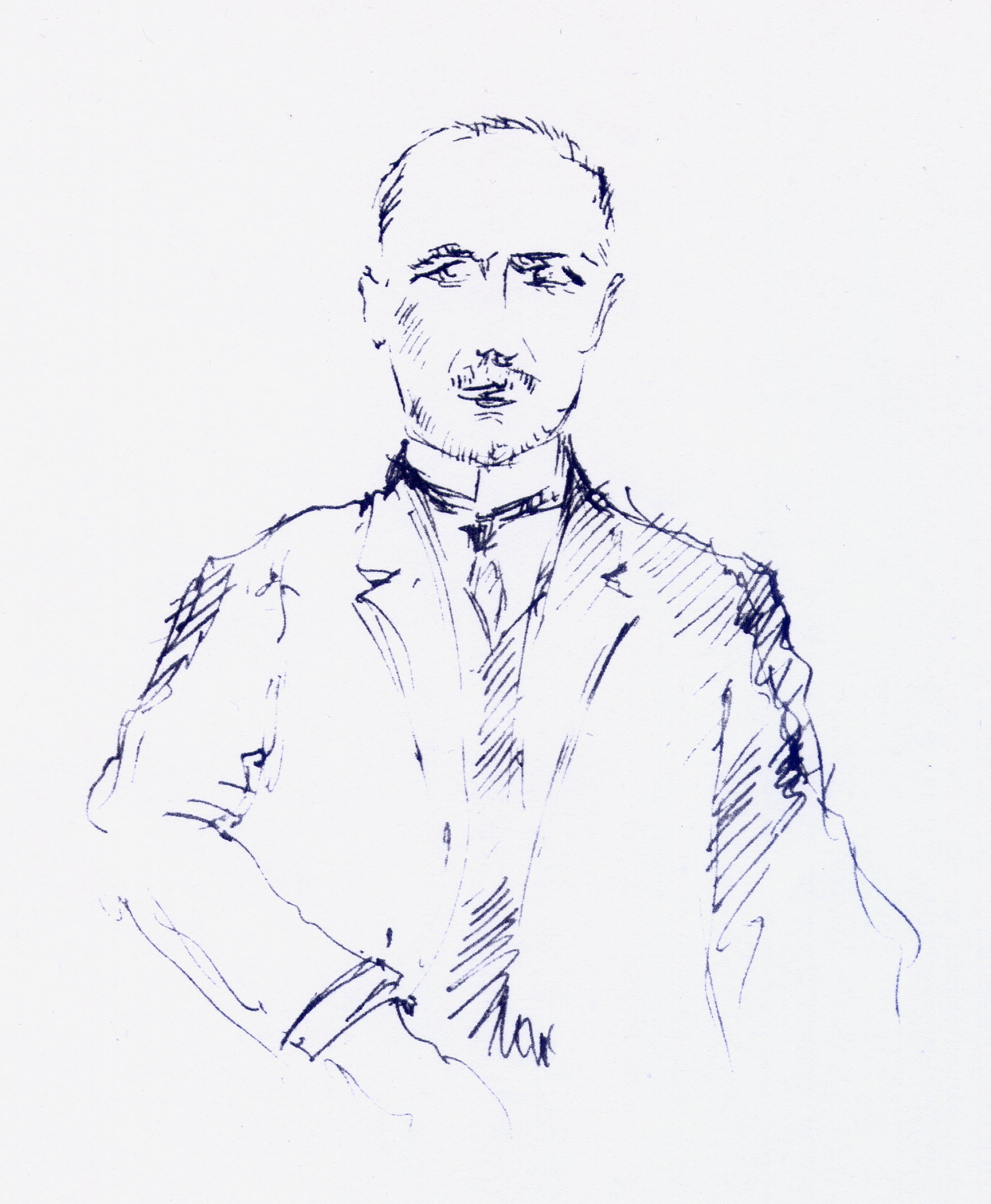
Gabriel van Dievoet (1875-1934), dessin par son fils Léon van Dievoet

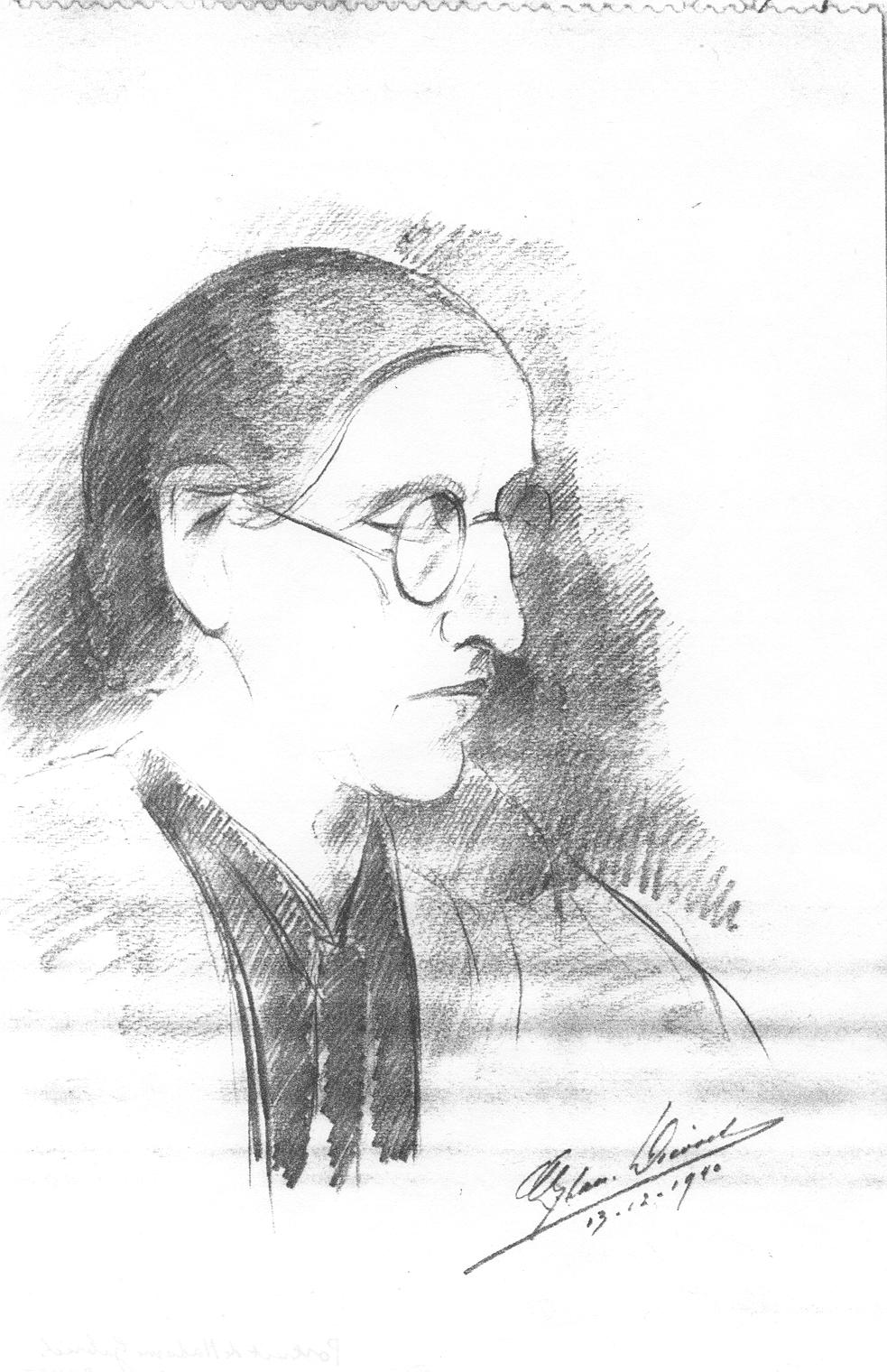
Alice Demets (1878-1945), épouse de Gabriel van Dievoet (1875-1934), dessin par son fils Léon van Dievoet (1907-1993).

### 1902
- 70) 1902, ornement: églantines; lieu: villa à Watermael; architecte: Henri Van Dievoet; propriétaire: Lepreux.
- 71) 1902, ornement: chardons; lieu: avenue Brugmann; architecte: Albert Jeannin.
- 72) 1902, ornement: grec; lieu: rue de Turin; architecte: Guillaume Low; propriétaire: Dassesse.
- 73) 1902, ornement: marguerite; lieu: quai de Quenast, Ferme des boues; architecte: Henri Van Dievoet.
- 74) 1902, ornement: marguerite; lieu: rue de Turquie, 76; propriétaire: Vuy.
- 75) 1902, ornement: iris; lieu: rue de Turquie, 76; propriétaire: Vuy.
- 76) 1902, ornement: marguerite; lieu: rue d'Irlande; propriétaire: Zwaelen.
- 77) 1902, ornement: pavots; lieu: rue Archimède; propriétaire: Lespinne.
- 78) 1902, ornement: marguerite; lieu: rue Philippe le Bon; propriétaire: Maeck.
- 79) 1902, ornement: marguerites et pavots; lieu: école à Drogenbos; architecte: Fernand Symons.
- 80) 1902, ornement: pavots (2,14 m) ; lieu: rue de Veeweyde, 16; architecte: De Wit.
- 81) 1902, ornement: chardons (2,61 m) ; lieu: rue de Veeweyde, 18; architecte: De Wit.
- 82) 1902, ornement: marguerite (6 m2) ; lieu: rue de la Filature, 15; architecte: De Wit; propriétaire: Lefèbvre.
- 83) 1902, ornement: iris; lieu: avenue Livingstone, 19; architecte: Édouard Elle; propriétaire: Walckiers.
- 84) 1902, ornement: pavots (6,44 m2) ; lieu: rue Verbist; architecte: Guillaume Low (Maeck) ; propriétaire: Van Dooren.
- 85) 1902, ornement: Saint-Michel; lieu: rue Armand-Campenhout (habitations à bon marché) ; architecte: Henri Van Dievoet.
- 86) 1902, ornement: pavots; lieu: boulevard Léopold II; architecte: Guillaume Low; propriétaire: Vandevoorde.
- 87) 1902, ornement: grec; lieu: rue de l'Église; architecte: Guillaume Low; propriétaire: Vandevoorde.
- 88) 1902, ornement: marronniers; lieu: chaussée de Vleurgat; architecte: Bouwens.
- 89) 1902, ornement: bluets (3 m2) ; lieu: rue d'Allemagne, 121; architecte: De Wit; propriétaire: Van Hooren.
- 90) 1902, ornement: marguerites; lieu: avenue d'Auderghem, 84.
- 91) 1902, ornement: marguerites; lieu: rue de la Tourelle, 20.
- 92) 1902, ornement: marguerites; lieu: rue de la Tourelle, 22.
- 93) 1902, ornement: poules, canards (3,12 m2) ; lieu: rue Émile-Banning; architecte: De Ryck; propriétaire: Vandenberghe.

### 1903
- 94) 1903, ornement: soleils; lieu: rue Philippe le Bon; architecte: Édouard Elle; propriétaire: De Coster.
- 95) 1903, ornement: pavots; lieu: rue Philippe le Bon; architecte: Édouard Elle; propriétaire: De Coster.
- 96) 1903, ornement: Renaissance; lieu: rue Africaine; architecte: De Kock; propriétaire: Blaise.
- 97) 1903, ornement: Renaissance; lieu: rue Wilson, 66; architecte: Guillaume Low (Maeck) ; propriétaire: Van Bellinghem.
- 98) 1903, lieu: chaussée de Forest; architecte: Georges Peereboom; propriétaire: Paquet.
- 99) 1903, ornement: lys; lieu: avenue Brugmann, 441; propriétaire: Hellin.
- 100) 1903, ornement: Renaissance; lieu: rue Edmond de Grimberghe; architecte: Henri Van Massenhove; propriétaire: Plâte.
- 101) 1903, ornement: anémones (4 m2) ; lieu: rue du Tyrol; propriétaire: Malvaux; observation: Maeck.
- 102) 1903, ornement: pavots; lieu: rue des Patriotes; observation: Maeck.
- 103) 1903, ornement: soleils; lieu: rue des Patriotes; observation: Maeck.
- 104) 1903, ornement: (10,50 m) ; lieu: maison communale de Dilbeek; architecte: Fernand Symons; propriétaire: .
- 105) 1903, ornement: pavots (3,06 m) ; lieu: villa du Phare à Duinbergen; architecte: Franz Van Ophem; propriétaire: Legrand.
- 106), ornement: jonquilles (1,76 m) ; lieu: villa des Jonquilles à Duinbergen; architecte: Franz Van Ophem; propriétaire: Borremans.
- 107) 1903, ornement: marguerites; lieu: avenue des Viaducs à Charleroi (actuellement: avenue des Alliés) ; architecte: Octave Carpet; propriétaire: M. Dourlet.
- 108) 1903, ornement: figure; lieu: Verriers à Jumet Charleroi; architecte: Octave Carpet; propriétaire: syndicat.
- 109) 1903 (8 septembre), ornement: pavots; lieu: boulevard d'Omalius, 63 à Namur; architecte: Jules Lalière; propriétaire: Collin.
- 110) 1903 (10 septembre), ornement: marguerites (2,95 m) ; lieu: rue des Deux-Tours, 112; architecte: Félix Van Hauwermeiren et Édouard Van Boom; observation: entreprises Arys (Walckiers).
- 111) 1903 (8 octobre), ornement: roman (4,15 m) ; lieu: Couvent des Sept Douleurs; observation: Brassinne.
- 112) 1903 (14 octobre), ornement: marguerite (4,0 m) ; lieu: rue Joseph-II; architecte: Bouwens; observation: De Waele.
- 113) 1903 (15 octobre), ornement (1,00) ; lieu: Caisse d'épargne de Bruxelles; architecte: Henri Van Dievoet; entrepreneur: Masson Entrepreneur.
- 114) 1903 (7 novembre), ornement: marguerite; métrage: 8 m ; lieu: avenue Gillieaux à Charleroi; architecte: Jules Lalière; propriétaires: Haus et Gillieaux.
- 115) 1903 (7 novembre), ornement: bluets; métrage: 0,46 m ; lieu: avenue Gillieaux à Charleroi; architecte: Jules Lalière; propriétaires: Haus et Gillieaux.
- 116) 1903 (7 novembre), ornement: soleil; métrage: 2 m ; lieu: avenue Gillieaux à Charleroi; architecte: Jules Lalière; propriétaire: Haus et Gillieaux.
- 117) 1903 (7 novembre), ornement: narcisse; métrage: 3,50 m ; lieu: avenue Gillieaux à Charleroi; architecte: Jules Lalière; propriétaire: Haus et Gillieaux.
- 118) 1903 (5 décembre), ornement: paon, marguerite; métrage: 7,35 m ; lieu: rue Washington, Bruxelles; architecte: Rochez; propriétaire: De Ceuninckx.

### 1904

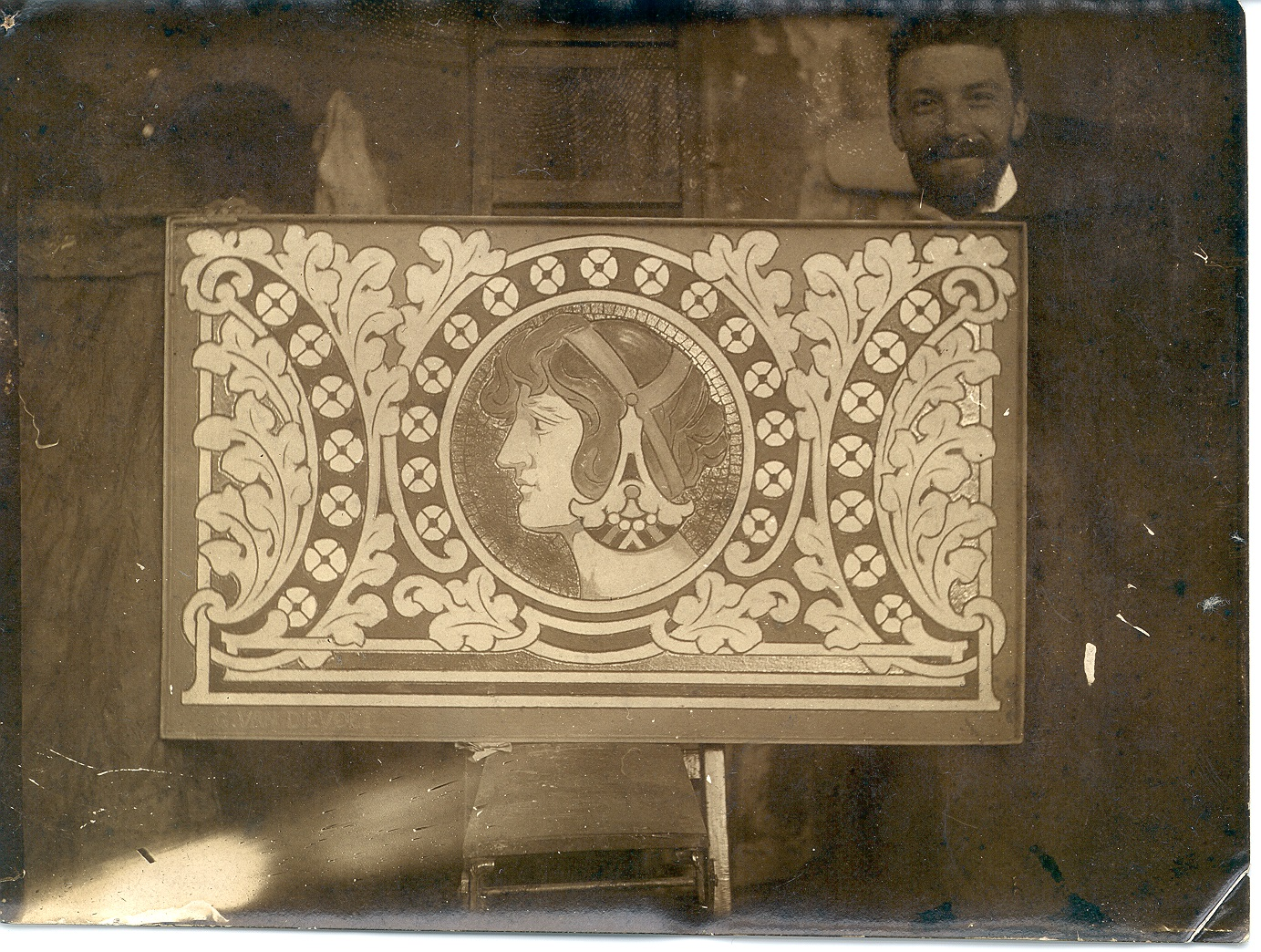
Gabriel Van Dievoet dans son atelier de la rue Souveraine, 91, à Ixelles, devant un sgraffito destiné à la façade de la pharmacie Paul Weil, boulevard de Waterloo, 94 à Bruxelles (photo du 25 août 1904).

- 119) 1904 (16 mars), ornement: iris, pavots; mètrage: 3,05 m ; lieu: rue Peter Benoit, 9-11; architecte: Victor Boelens[5]; propriétaire: Louis Lenseclaes; entrepreneur: Entreprises Van Meirbeek.
- 120) 1904 (26 mars), ornement: marguerite; métrage: 4,42 m ; lieu: Café Regina ; architecte: Gérard Diaz; entrepreneur: Entreprises François.
- 121) 1904 (27 avril), ornement: faux fraisier; métrage: 5,50 m ; lieu: rue Victor Gryson; architecte: Jules Mockel; propriétaire: Jules Mockel; entrepreneur: Entreprises Michel.
- 122) 1904 (25 mai), ornement: classique; métrage: 20 m ; lieu: boulevard de Waterloo, 94; architecte: Jules Mockel; propriétaire: Jules Mockel; entrepreneur: Entreprises Michel (il s'agit de la pharmacie Weil).

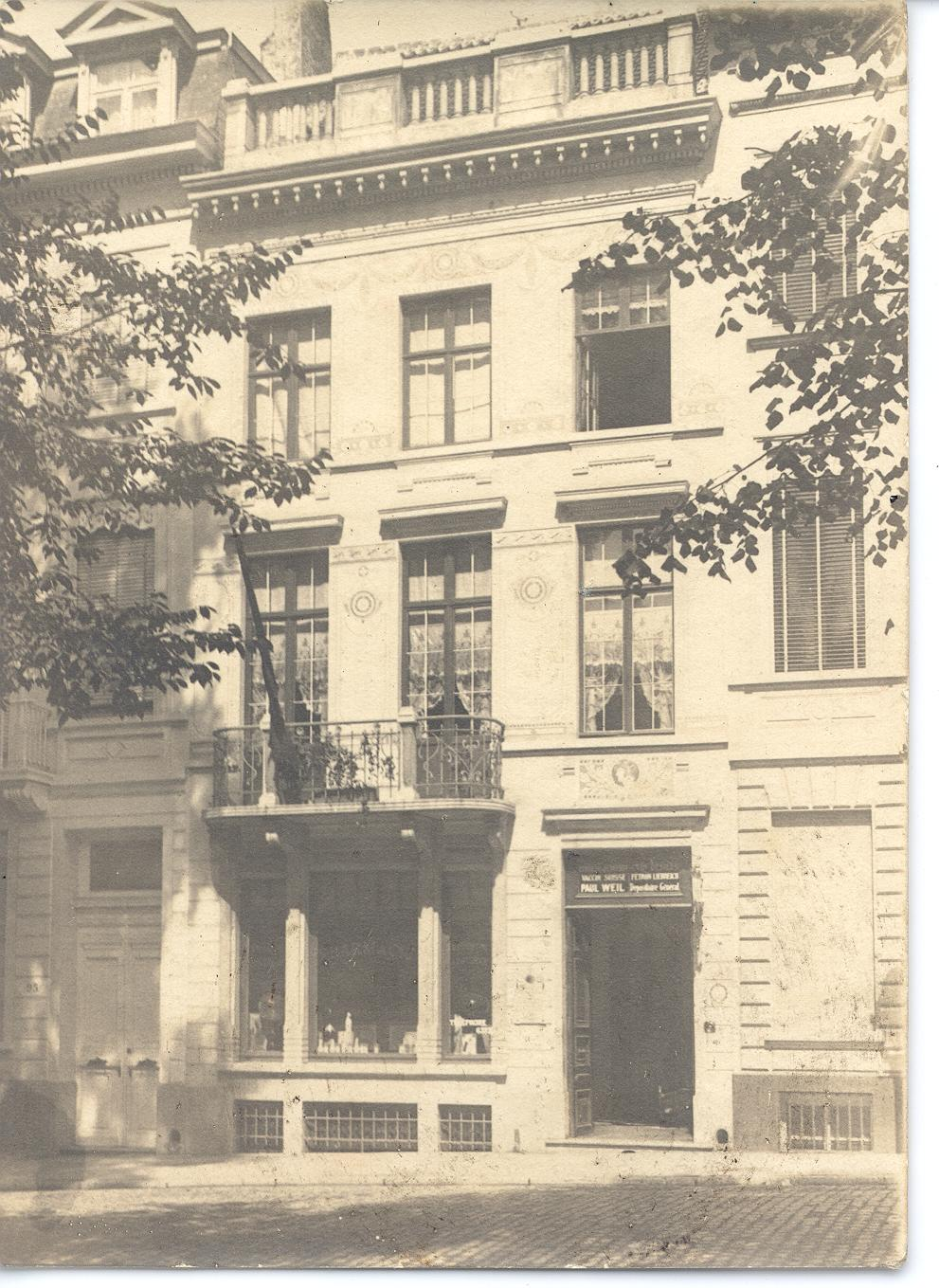
La façade de la pharmacie Paul Weil, boulevard de Waterloo, 94 à Bruxelles, sgraffites par Gabriel Van Dievoet, réalisés le 25 mai 1904 (ornement: classique; métrage: 20m; lieu: boulevard de Waterloo; architecte: Jules Mockel; propriétaire: Jules Mockel; entrepreneur: Entreprises Michel). (Photo par Gabriel van Dievoet).

- 123) 1904 (14 juin), ornement: la flèche; métrage: 2 m ; lieu: boulevard Léopold II, 200; architecte: Raemdonck (fils) ; propriétaire: Eylenbosch; observation: Raemdonck.
- 124) 1904 (17 juin), ornement: sorbiers; métrage: 2 m2 ; lieu: Parc de Genval (actuellement: avenue des Merisiers 4, Genval. Villa Les Sorbiers, en style normand) ; architecte: Fernand Symons; propriétaire: Fernand Symons.
- 125) 1904 (21 juin), ornement: marguerite; métrage: 2,5 m ; lieu: avenue de Tervueren; propriétaire: De Wit; observation: Leblicq.
- 126) 1904 (28 juin), ornement: marguerite; métrage: 4,32 m ; lieu: Ham-sur-Sambre; propriétaire: Pietquin.
- 127) 1904 (30 juin), ornement: marguerite; métrage: 1,5 m ; lieu: rue Gérard; architecte: Joseph Van Neck; propriétaire: Duboisdenghien; observation: Pastiaux.
- 128) 1904 (5 juillet), ornement: diverses; métrage: 8,14 m ; lieu: Tertre; architecte: Constant Sonneville (Tournai) ; propriétaire: Escoyez; observation: Brassinne.
- 129) 1904 (5 juillet), ornement: marguerite; métrage: 0,66 m ; lieu: rue du Duc; architecte: Dupon; propriétaire: Dupon.
- 130) 1904 (septembre), ornement: marguerite; métrage: 4,73 m ; lieu: avenue du Solbosch, 8; architecte: Hallaux; propriétaire: Hallaux.
- 131) 1904 (octobre), ornement: marguerite; métrage: 4,27 m ; lieu: avenue de la Chevalerie; architecte: Henri Corr; propriétaire: Henri Corr.
- 132) 1904 (octobre), ornement: marguerite; métrage: 3,96 m ; lieu: rue Hobbema; architecte: Henri Corr; propriétaire: Henri Corr.
- 133) 1904 (octobre), ornement: anémones; métrage: 1,17 m ; lieu: rue Bordiau; architecte: Henri Corr; propriétaire: Henri Corr.
- 134) 1904, ornement: classique; métrage: 1,05 m ; lieu: rue Van Campenhout; architecte: Félix Van Hauwermeiren; propriétaire: Félix Van Hauwermeiren.

### 1905
- 135) 1905 (1er juin) (ex.): ornement: marguerites (16 m2) ; lieu: Auderghem; architecte: Laenen; propriétaire: Verrycker.
- 136) 1905 (2 juin), ornement: figures; lieu: Auderghem.
- 137) 1905 (2 juin), ornement: pavots; lieu: rue Africaine; architecte: Leclerc; propriétaire: Postiaux.
- 138) 1905 (8 août), ornement: pavots; lieu: chaussée de Waterloo; observation: Leblicq.
- 139) 1905 (septembre), ornement: marguerite; lieu: Lodelinsart; observation: Deschamps.
- 140) 1905 (septembre), ornement: diverses (4,12 m2) ; lieu: rue Maraîchère, 61 (actuelle rue Fernand Neuray à Ixelles) ; propriétaire: Desmedt; observation: Postiaux.
- 141) 1905 (septembre), ornement: diverses (4,52 m2) ; lieu: rue Maraîchère, 63 (actuelle rue Fernand Neuray à Ixelles).
- 142) 1905 (octobre), ornement: classique (66 m2) voûte; lieu: Grand-Place de Bruxelles, 17, au "Pot d'étain" (caves) ; propriétaire: Madoux.
- 143) 1905, octobre, ornement: classique (1 m2) ; lieu: rue Van Eyck; architecte: Dervois.

### 1906
- 144) 1906, ornement: pavot, tête (4,27 m) ; lieu: boulevard Militaire; architecte: Fernand Symons; propriétaire: Van der Heyden; entrepreneur: Jaumotte Entrepreneur.

### 1907
- 145) 1907, ornement: marguerites (4 m2) ; lieu: avenue Louis-Bertrand, 39; architecte: Latteur; propriétaire: Bruyère.

### 1908
- 146) 1908 (janvier), ornement: figures (1,17 m2) ; lieu: église de Machelen; architecte: Vanden Bemden; propriétaire: curé Struyt.
- 147) 1908 (février), ornement: laurier (0,76 m) ; lieu: rue Verbist, 88; architecte: Vincke; entrepreneur: Entreprises E. Verdoodt.
- 148) 1908 (mars), ornement: lauriers, têtes (3,06 m) ; lieu: rue des Coteaux, 53-55 (actuel 55-57) ; architecte: Dominique Fastré; propriétaire: Billet.